# La Antorcha
La Antorcha va ser una revista manuscrita setmanal publicada a Igualada l'any 1880.
Sembla que no se n'ha conservat cap exemplar, però els estudis sobre la premsa catalana la mencionen. Estava vinculada a l'Ateneu Igualadí de la Classe Obrera i en van sortir uns quinze exemplars.
«Els primers periòdics que sortiren de l'Ateneu tingueren un caire íntim, eren manuscrits i algun d'ells contenia dibuixos que feien els mateixos redactors socis ... La Antorcha, periòdic setmanal fet a la ploma...».
Joan Serra i Constansó explicava: «A l'Ateneu ja li sortien ales. La llista de socis creixia ... La Veu d'Igualada apareixia setmanalment, manuscrita, al saló de lectura; la rellevava La Antorcha, també manuscrita i redactada per en Martí Bech, en Joanet Riba, el Juanito Llorenç, el Pepet Vallès, el Jaume Roca i jo, que hi feia els dibuixos» A més, «Jaume Serra Iglesias, president de l'Ateneu Igualadí (1889-1890), va col·laborar també en els diaris manuscrits del seu gran amic Joan Serra i Constansó La Veu d'Igualada, La Antorcha i L'Ensaig.